# Commission d'enquête sur le crime organisé
La Commission d'enquête sur le crime organisé, mieux connue par son acronyme CECO, est une commission d'enquête publique instituée en septembre 1972 par le gouvernement du Québec, alors dirigé par le Parti libéral de Robert Bourassa. Elle se termine en 1984.  

## Historique

### Objectifs
Comme son titre le dit, la CECO est une commission d'enquête sur le crime organisé. Son but est de mener au démantèlement des principaux réseaux de drogue, du jeu et de la prostitution au Québec afin de mettre fin au chantage, à la contrefaçon, au vol, à la fraude et à l'extorsion liés à ces activités. La mafia italienne est notamment visée par cette enquête qui se soldera par de nombreuses peines d'emprisonnement.  
La commission a recours à de nombreux avocats, policiers, sociologues et de criminologues pour tracer un portrait des organisations criminelles dans la province. Les enquêtes de la commission sont faites en plusieurs étapes. 

### Étapes
- Février 1973

Les premières audiences de la commission commencent le 1er février 1973.  Les trois commissaires sont le juge Rhéal Brunet, président, le juge Marc Cordeau et Roméo Courtemanche.  Dans cette première étape, qui s'étendit jusqu'au 10 décembre 1974, la commission se pencha d'abord sur le monde du jeu.
- Juillet 1973

Le mandat de la commission est étendu le 5 juillet 1973 pour enquêter sur les liens entre Pierre Laporte, un ex-ministre du gouvernement libéral de Robert Bourassa, et de membres de son organisation, avec la mafia.  Cette enquête faisait suite à une opération d'écoute électronique (« opération Vegas ») remontant à 1970.
- Mai 1975

Dans une étape subséquente, les trois commissaires sont les juges Jean Dutil, président, Denys Dionne et Marc Cordeau.  Cette étape porte notamment sur le scandale dit de la viande avariée («projet Albert»).  Les séances publiques commencent le 20 mai 1975. Celles-ci sont alors accessibles aux médias ; un public nombreux suit quotidiennement les travaux de la CECO à la télévision et la radio (CKVL).  Les avocats de personnes mises en cause tentèrent d'attaquer la constitutionnalité de la commission.  
- La mafia italienne

L'étape suivante des travaux se centre sur la mafia italienne, principalement sur l'organisation («famille») dirigée par les parrains présumés à l’époque, Vincent Cotroni et Paolo Violi («projet Benoît»).
- Le «clan Dubois»

La commission enquête ensuite sur le clan Dubois, du nom des neuf frères d’une même famille, à la tête d'une organisation de deux cents personnes dans le quartier Saint-Henri («projet Fred»).  Les séances publiques de cette partie se tiennent du 8 au 20 décembre 1975.

### Résultats
Pendant toute la durée des travaux de la commission, plusieurs assassinats et règlements de compte sont commis entre les membres des différents groupes de criminels.  La CECO réussit à briser le secret qui entourait les organisations criminelles et survécut aux procédures engagées pour tenter d'arrêter ses travaux.  Elle a publié des rapports annuels de ses travaux.